# Trần Đề
Trần Đề là một xã thuộc thành phố Cần Thơ, Việt Nam.

## Địa lý
Xã Trần Đề có vị trí địa lý:
- Phía đông giáp xã Cù Lao Dung qua sông Hậu
- Phía tây giáp xã Lịch Hội Thượng và xã Liêu Tú
- Phía nam giáp Biển Đông
- Phía bắc giáp xã Long Phú.

Xã Trần Đề có diện tích 93,92 km², dân số năm 2024 là 52.771 người, mật độ dân số đạt 561 người/km².

## Lịch sử
Ngày 20 tháng 9 năm 1975, Bộ Chính trị ban hành Nghị quyết số 245-NQ/TW về việc hợp nhất tỉnh Cần Thơ (ngoại trừ huyện Thốt Nốt), tỉnh Sóc Trăng, tỉnh Trà Vinh, tỉnh Vĩnh Long thành một tỉnh, tên gọi tỉnh mới cùng với nơi đặt tỉnh lỵ sẽ do địa phương đề nghị lên.
Ngày 20 tháng 12 năm 1975, Bộ Chính trị ban hành Nghị quyết số 19/NQ về việc hợp nhất tỉnh Cần Thơ (bao gồm cả huyện Thốt Nốt của tỉnh Long Xuyên), tỉnh Sóc Trăng thành một tỉnh mới, tên gọi tỉnh mới cùng với nơi đặt tỉnh lỵ sẽ do địa phương đề nghị lên.
Ngày 24 tháng 2 năm 1976, Chính phủ Cách mạng lâm thời Cộng hòa miền Nam Việt Nam ban hành Nghị định số 3/NQ/1976 về việc hợp nhất tỉnh Cần Thơ, tỉnh Sóc Trăng và thành phố Cần Thơ thành một tỉnh mới, lấy tên là tỉnh Hậu Giang.
Ngày 26 tháng 12 năm 1991, Quốc hội ban hành Nghị quyết về việc chia tỉnh Hậu Giang thành tỉnh Cần Thơ và tỉnh Sóc Trăng.
Ngày 26 tháng 11 năm 2003, Quốc hội ban hành Nghị quyết số 22/2003/QH11 về việc chia tỉnh Cần Thơ thành thành phố Cần Thơ trực thuộc trung ương và tỉnh Hậu Giang.
Ngày 23 tháng 12 năm 2009, Chính phủ ban hành Nghị quyết số 64/NQ-CP về việc:
- Thành lập thị trấn Trần Đề thuộc huyện Long Phú trên cơ sở điều chỉnh 1.163,03 ha diện tích tự nhiên, 11.915 người của xã Trung Bình; 719,60 ha diện tích tự nhiên, 2.220 người của xã Đại Ân 2.
- Chuyển thị trấn Trần Đề và 2 xã: Đại Ân 2, Trung Bình thuộc huyện Long Phú về huyện Trần Đề mới thành lập quản lý.

Sau khi điều chỉnh địa giới hành chính:
- Thị trấn Trần Đề có 1.882,63 ha diện tích tự nhiên và 14.135 người.
- Xã Đại Ân 2 còn lại 2.837,26 ha diện tích tự nhiên và 11.660 người.
- Xã Trung Bình còn lại 4.296,30 ha diện tích tự nhiên và 14.712 người.

Năm 2009, UBND tỉnh Sóc Trăng ban hành Quyết định về việc công nhận thị trấn Trần Đề là đô thị loại V.
Ngày 30 tháng 9 năm 2015, huyện lỵ của huyện Trần Đề từ khi thành lập đặt tại thị trấn Lịch Hội Thượng dời về thị trấn Trần Đề.
Tính đến ngày 31/12/2024:
- Thị trấn Trần Đề có 4 ấp: Cảng, Đầu Giồng, Giồng Chùa, Ngan Rô 1.
- Xã Đại Ân 2 có 5 ấp: Chợ, Lâm Dồ, Ngan Rô 2, Thanh Liêm, Tú Điềm.
- Xã Trung Bình có 4 ấp: Bưng Lức, Chợ, Mỏ Ó, Nhà Thờ.

Ngày 16 tháng 6 năm 2025, Ủy ban Thường vụ Quốc hội ban hành Nghị quyết số 1668/NQ-UBTVQH15 về việc sắp xếp các đơn vị hành chính cấp xã của thành phố Cần Thơ năm 2025 (nghị quyết có hiệu lực từ ngày 16 tháng 6 năm 2025). Theo đó, thành lập xã Trần Đề thuộc thành phố Cần Thơ trên cơ sở toàn bộ 18,95 km² diện tích tự nhiên, quy mô dân số là 18.737 người của thị trấn Trần Đề; toàn bộ 28,66 km² diện tích tự nhiên, quy mô dân số là 15.047 người của xã Đại Ân 2 và toàn bộ 46,31 km² diện tích tự nhiên, quy mô dân số là 18.987 người của xã Trung Bình thuộc huyện Trần Đề, tỉnh Sóc Trăng.
Xã Trần Đề có 93,92 km² diện tích tự nhiên và quy mô dân số là 52.771 người.